# Aborto en Estado de México
La Interrupción Legal del Embarazo en Estado de México refiere al status legal que tiene la llamada ILE en ese estado mexicano, donde el aborto inducido está parcialmente despenalizado de facto desde agosto de 2023 (por el amparo en revisión AR 79/2023 de la Suprema Corte de Justicia de la Nación), y de iure desde diciembre de 2023, a petición de cualquier mujer gestante en la entidad hasta la sexta semana (duodécima semana antes de septiembre de 2024); además de las causales de violación, imprudencial y alteración al producto.
El 25 de noviembre del 2024, en el marco del Día Internacional de la Eliminación de la Violencia contra las Mujeres, la legislatura del Estado de México reformó su Código Penal para despenalizar el aborto durante las primeras 12 semanas de gestación y no criminalizar a las mujeres que deciden abortar ni al personal de salud que las asista.Previo a esta reforma, el Estado de México era la segunda entidad con más procedencia de abortos, contabilizando 77,160 abortos desde la despenalización del aborto en Ciudad de México hasta 2024.

## Marco normativo actual
|  |  |
|  |  |

### Regulación penal[4]
| Artículo | Concepto                                                         | Descripción |
| -------- | ---------------------------------------------------------------- | --- |
| 248      | Definición                                                       | La muerte del producto desde la concepción, en cualquier momento del embarazo intrauterino |
| 248      | Sanciones por aborto sin consentimiento de la mujer embarazada   | 3 a 8 años de prisión y de 50 a 400 días multa |
| 248      | Sanciones por aborto con consentimiento de la mujer embarazada   | 1 a 5 años de prisión y de 30 a 200 días multa |
| 248      | Agravante por uso de violencia física o moral                    | 3 a 8 años de prisión y de 50 a 300 días multa |
| 249      | Sanciones por asistir en un aborto y ser profesional de la salud | Además de las sanciones correspondientes al artículo 248, suspensión del ejercicio de su profesión de 3 a 6 años. En caso de reincidencia, suspensión de 20 años |
| 250      | Sanciones a las mujeres por procurar su propio aborto            | 1 a 3 años de prisión. Si lo hace para ocultar su deshonra, se impondrán de 6 a 2 años de prisión. |
| 251      | Causales del aborto legal                                        | Cuando el aborto es resultado de una acción culposa de la mujer embarazada; cuando es resultado de un delito de violación; peligro de muerte o grave daño a la salud de acuerdo con el juicio del médico que la asista y confirmado por otro médico; prueba suficiente de que el producto sufre alteraciones genéticas o congénitas, siempre y cuando haya consentimiento de la madre. |

El 25 de noviembre de 2024, el Congreso de Estado de México aprobó una reforma a estos artículos: el 248 se modifica para contemplar que no se considere delito la interrupción de embarazo a las 12 semanas, pero sí para quien practique, consienta o ejecute un aborto después de ese período. Los artículos 249 y 250 fueron derogados, y el 251 se modifica porque no se considera delito la interrupción del embarazo cuando es resultado de una violación o inseminación artificial no consentida, que el proceso ponga en peligro la vida o salud de la madre o el producto, o si se considera que afecta la salud física o mental de la madre.

## Iniciativas de despenalización
El 30 de julio del 2019, las diputadas Nancy Nápoles, María de Jesús Galicia Ramos y María del Rosario Elizalde Vázquez, del partido MORENA, propuso una iniciativa para despenalizar la interrupción del embarazo antes de las 12 semanas. Dicha iniciativa se pospuso, y en julio del 2021 organizaciones feministas exigieron al Congreso del Estado de México incluir y aprobar la iniciativa antes de que terminara el período ordinario de sesiones el 15 de agosto de ese año.
En 2021, la asociación civil Luciérnagas Violetas, encabezada por Yuritzi Castañeda Ulloa, presentó en la legislatura local una iniciativa que busca impulsar la legislación del aborto en la entidad. Castañeda Ulloa volvió a presentar la iniciativa en 2023, y el 28 de septiembre de ese año colectivos feministas rechazaron dicha iniciativa por considerar que se construyó de manera unilateral, sin consultar a colectivas feministas, mujeres y personas gestantes, además de señalar que Castañeda Ulloa está estrechamente vinculada con el Partido Revolucionario Institucional del Estado.
El 21 de noviembre del 2024, la Comisión para la Igualdad de Género, presidida por la diputada Zaira Cedillo Silva, de MORENA, aprobaron un proyecto de iniciativa para la despenalización del aborto en Estado de México.Dicha iniciativa fue la que se aprobó 3 días después. 

## Datos

### Estadísticas
Hasta la fecha y al igual que las otras entidades, a excepción de la CDMX, tanto la secretaría de salud como los servicios de salud del estado (ISEM) aún no pública, de manera accesible y constante, información sobre el número de procedimientos (totales, por año o por unidad de atención), sobre las usuarias o los usuarios (procedencia, edad, nivel educativo, estado civil, ocupación, número de hijos o semanas de gestación) o sobre el tipo de procedimiento.

### Unidades, procedimientos y requisitos
Hasta la fecha y al igual que las otras entidades, a excepción de la CDMX, tanto la secretaría de salud como los servicios de salud del estado (ISEM) aún no ha facilitado la información sobre procedimientos, requisitos o unidades de atención.
Según el Directorio de Servicios de Aborto Seguro, programa federal a cargo del Centro Nacional de Equidad de Género y Salud Reproductiva (CNEGSR), existen 2 unidades (hospitales o clínicas) pertenecientes al sistema de salud local para atender los casos, los cuales son:
- Hospital General "Gral. José Vicente Villada", ubicado en la colonia Santa María del municipio de Cuautitlán.
- Clínica de Maternidad Cuautitlán, ubicado en la colonia Fraccionamiento Parque San Mateo del municipio de Cuautitlán.

Y 4 unidades (hospitales o clínicas) del ISSSTE, los cuales son:
- Clínica Médico Familiar "Nueva Oxtotitlán", ubicado en la colonia Nueva Oxtotitlán de la ciudad de Toluca.
- Clínica Médico Familiar Ecatepec de Morelos, ubicado en la colonia El Calvario del municipio de Ecatepec.
- Clínica Médico Familiar Valle de Aragón, ubicado en la colonia Valle de Aragón 1era. Sección del municipio de Nezahualcoyotl.
- Clínica Médico Familiar Pantitlan, ubicado en la colonia Benito Juárez del municipio de Nezahualcoyotl.

No se registra aún la instalación de otras clínicas privadas en las principales ciudades de la entidad.
Como indica la guía federal del Lineamiento Técnico para la atención del Aborto Seguro en México (siguiendo los estándares de la Organización Mundial de la Salud), en la actualidad, el legrado uterino instrumental se considera obsoleto, nocivo y está totalmente desaconsejado. En su lugar, los protocolos federales sugieren dos abordajes para interrumpir embarazos de manera segura y de calidad, siempre y cuando se realicen bajo las condiciones médicas correctas y en un contexto de legalidad:
- Aborto farmacológico, con el uso de mifepristona y misoprostol por diferentes vías (vestibular, vaginal o sublingual) ya sea combinado (ambas sustancias) o de manera individual (misoprostol únicamente). Ambos medicamentos provocan dilatación del cérvix y contracciones uterinas que contribuyen a la expulsión de su contenido. La dosis y vía de administración del tratamiento depende de las semanas de gestación o del antecedente de cirugías uterinas previas. Se considera no invasivo por lo que no necesita de un antibiótico profiláctico (previo a la intervención). En el régimen combinado (comparado con el individual) el tiempo para la resolución del aborto es menor (en horas o días) y suele haber menos molestias posteriores. Su éxito terapéutico podría disminuir conforme aumenta la edad gestacional. Antes de la semana 10, el procedimiento puede realizarse total o parcialmente autogestionado y con una asesoría o vigilancia mínima (ya sea por prestador/a de servicios de salud o por colectiva de acompañamiento). En cambio, entre la semana 10 y 12 se requiere mayor seguimiento y vigilancia por el personal especializado. Está contraindicado en presencia de inestabilidad hemodinámica y sepsis.
- Aborto quirúrgico, a través de la succión del producto con la ayuda de instrumentación médica de operación manual o eléctrica (como cánulas, tubos o bombas). Sí precisa de antibiótico profiláctico (previo a la intervención), así como de bloqueo paracervical y analgésicos. Las molestias posteriores serían mínimas y la resolución del aborto es inmediata. También es conocido como aspiración endouterina y es la primera elección cuando hay presencia de inestabilidad hemodinámica y sepsis.

Al tratarse de procedimientos médicos, se tiene la posibilidad de presentar pequeñas molestias que pueden controlarse satisfactoriamente si se toman las medidas preventivas y se sigue fielmente las recomendaciones del personal especializado. Estas pueden ser dolor cólico y sangrado transvaginal, ligeramente mayor a lo experimentado en una menstruación. La intensidad de lo anterior disminuirá de manera progresiva, aunque podría continuar en menor cantidad y de manera esporádica durante las primeras 4 a 6 semanas. También se puede experimentar algo de fiebre en las primeras 24 horas, la cual cederá con la ingesta de antipiréticos. Así mismo, para evitar el riesgo de infección, se deberán tomar medidas de higiene vaginal y no se recomienda tener relaciones sexuales en un periodo aproximado de dos semanas.
Igualmente, existe una pequeña posibilidad, y bastante infrecuente, de experimentar algunos riesgos. De esta manera, la o el paciente deberá buscar atención médica inmediata ante los siguientes datos de alarma: ausencia de sangrado o cantidad mínima de este (sobre todo entre las primeras 4 a 6 horas posteriores ya que puede indicar fallo en el procedimiento o un embarazo ectópico), un sangrado persistente y progresivo (que empape más de dos toallas higiénicas por hora durante dos horas consecutivas), secreción fétida, debilidad, mareo, reacciones alérgicas a algún medicamento (como exantemas o edemas faciales o bucales), así como fiebre o malestar general después de las primeras 24 horas.
En el primer trimestre, los procedimientos siempre deberían ser ambulatorios, por lo que pueden realizarse en cualquier unidad de primer nivel (centros de salud o clínicas familiares). En el segundo trimestre se requeriría de atención intrahospitalaria, por lo que pueden realizarse en cualquier unidad de segundo nivel (hospitales generales o regionales).
Así mismo, el Lineamiento Técnico para la atención del Aborto Seguro en México hace hincapié en dos leyes federales fundamentales: la NOM-046-SSA2-2005 y la Ley General de Víctimas (LGV). Estas dos últimas normatividades señalan que para acceder a la Interrupción Voluntaria del Embarazo (en caso de violación) no se necesita presentar denuncia previa ante el Ministerio Público o contar con la autorización de éste. Debido al principio de buena fe, el único requisito es una solicitud por escrito bajo protesta de decir la verdad, en la que se manifiesta que dicho embarazo es producto de una violación. El personal de los servicios de salud no está obligado a verificar el dicho de las y los solicitantes. Las personas menores de 12 años requieren autorización de madre, padre, tutor o representante legal. En cambio, las y los menores de edad, pero mayores de 12 años ya no necesitan de aquel permiso (pueden tomar la decisión de manera autónoma). Finalmente, ni la LGV ni la NOM-046-SSA2-2005 establecen límites gestacionales para hacer valer el derecho al aborto cuando existe una agresión sexual. La misma SCJN ha emitido sentencias que validan todo lo anterior (amparos en revisión AR-601/2017, AR-1170/2017, AR-438/2020 y AR-438/2020; controversias constitucionales CC 53/2016 y CC 45/2016).
Finalmente y posterior a la consejería, las y los pacientes tendrían que llenar y firmar formatos sobre el consentimiento informado pues representa el principal instrumento jurídico y ético para que la persona sea dueña efectiva de sus decisiones, como corresponde a su dignidad y autonomía. A través de este documento, las personas usuarias del servicio otorgarán o no su autorización para cada uno de los procedimientos (como la modalidad de abordaje o el método anticonceptivo posterior), las posibles alternativas o los probables riesgos. Así mismo, las y los pacientes tienen el derecho y facultad de poder revocarlo si así lo quieren. En caso de personas con discapacidad transitoria o permanente, el consentimiento informado debería ser suscrito por el familiar más cercano o el tutor / representante legal. En casos extremos, cuando no exista acompañante y la persona usuaria cuenta con una discapacidad, el personal médico (previa valoración y con el acuerdo de por lo menos dos profesionales) podrían otorgar el consentimiento informado.